# 托鉢

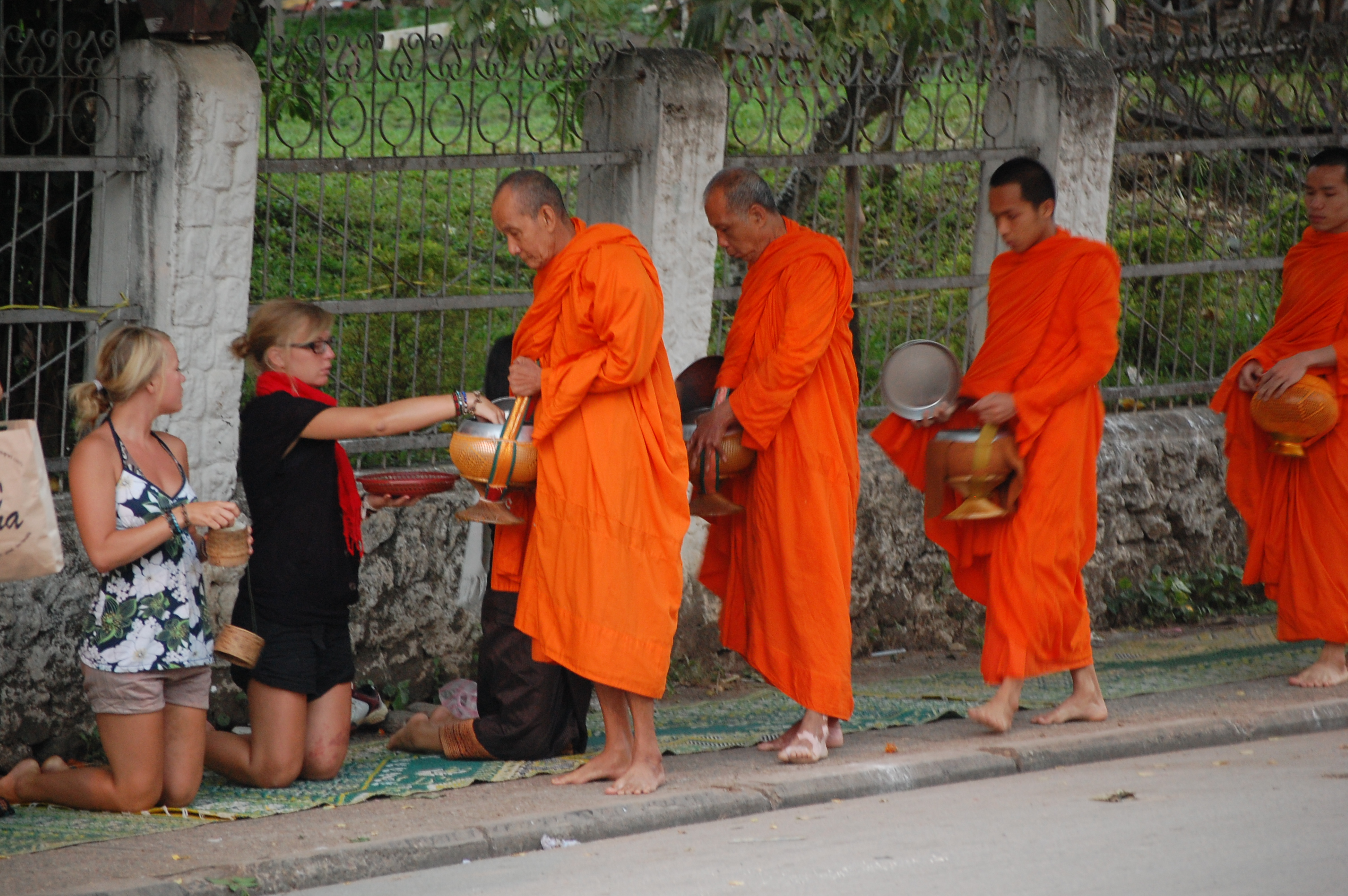
ラオス・ルアンパバーンでの僧侶の托鉢

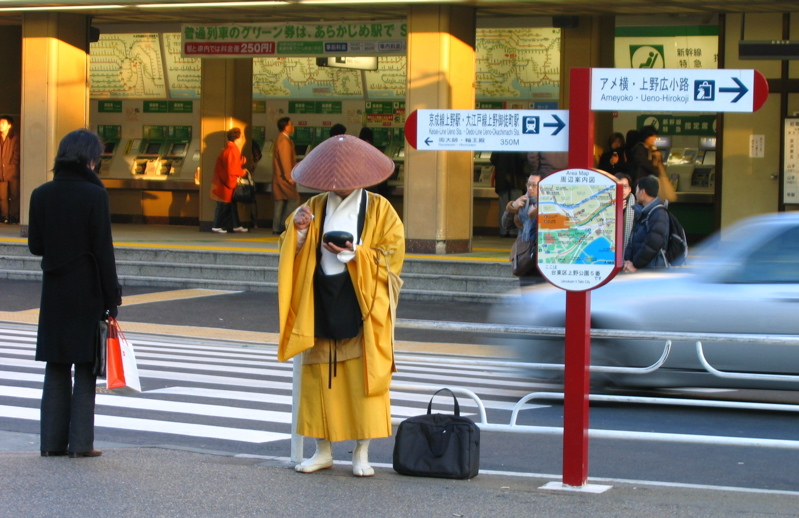
上野駅前の托鉢僧

托鉢（たくはつ、サンスクリット：pindapata）とは、仏教やジャイナ教を含む古代インド宗教の出家者の修行形態の1つで、信者の家々を巡り、生活に必要な最低限の食糧などを乞う（門付け）街を歩きながら（連行）、または街の辻に立つ（辻立ち）により、信者に功徳を積ませる修行。乞食行（こつじきぎょう）、頭陀行（ずだぎょう）、行乞（ぎょうこつ）とも。

## インドにおける托鉢
古代インドの原始仏教では、出家者は所有欲を否定するために三衣一鉢（大・上・内の三枚の衣と、鉢1つ）の最低限の生活必需品しか所有を許されず、たとえ仕事の道具でも持てなかった。また修行に専念するため、さらに殺生戒のため、害虫捕殺が避けられない畑仕事は行えない。したがって、出家者が生存するための最低限の食料は、外部の信者から調達する以外になかった。そうした状況下から、ふだん山地や森林で修行しその他の人々とは関わることが少ない出家者と、町村で生活している信者との間に托鉢による交流関係が発生した。
仏教やその他古代インド宗教の修行者への呼称の1つである阿羅漢（あらかん）はサンスクリット語の Arhat の音写語であるが、その意味は漢訳の「応供」（おうぐ）が示す通り、「供養を受けるにふさわしい人」であるほか、比丘（びく）もサンスクリット語の bhiksu の音写語であり、その意味は「乞う人」である。
その一方で、「食物を乞うだけの人」（pindola）は、在家の人々から卑俗な人々として見られていた。したがって、同一の行動形態であっても、出家者としての風格を備えていない者は、在家信者から供養されなかった。

## 仏教における托鉢
古代インド宗教の1つである仏教でも托鉢は取り入れられた。東南アジアの上座部仏教では、2013年現在も托鉢を行っている。現在では、托鉢は毎朝行われ、教団に持ち帰ったそれらの食物は担当者によって全員に平等に分配される。
『法句経』には、バラモンが托鉢に来た釈迦に論戦を挑んで逆に感化され、在家信者となった逸話が収録されている。
なお、近年タイでは托鉢で信者が高カロリーの物を提供し、それが原因で僧侶が肥満になるという問題が生じている。

## 日本における托鉢

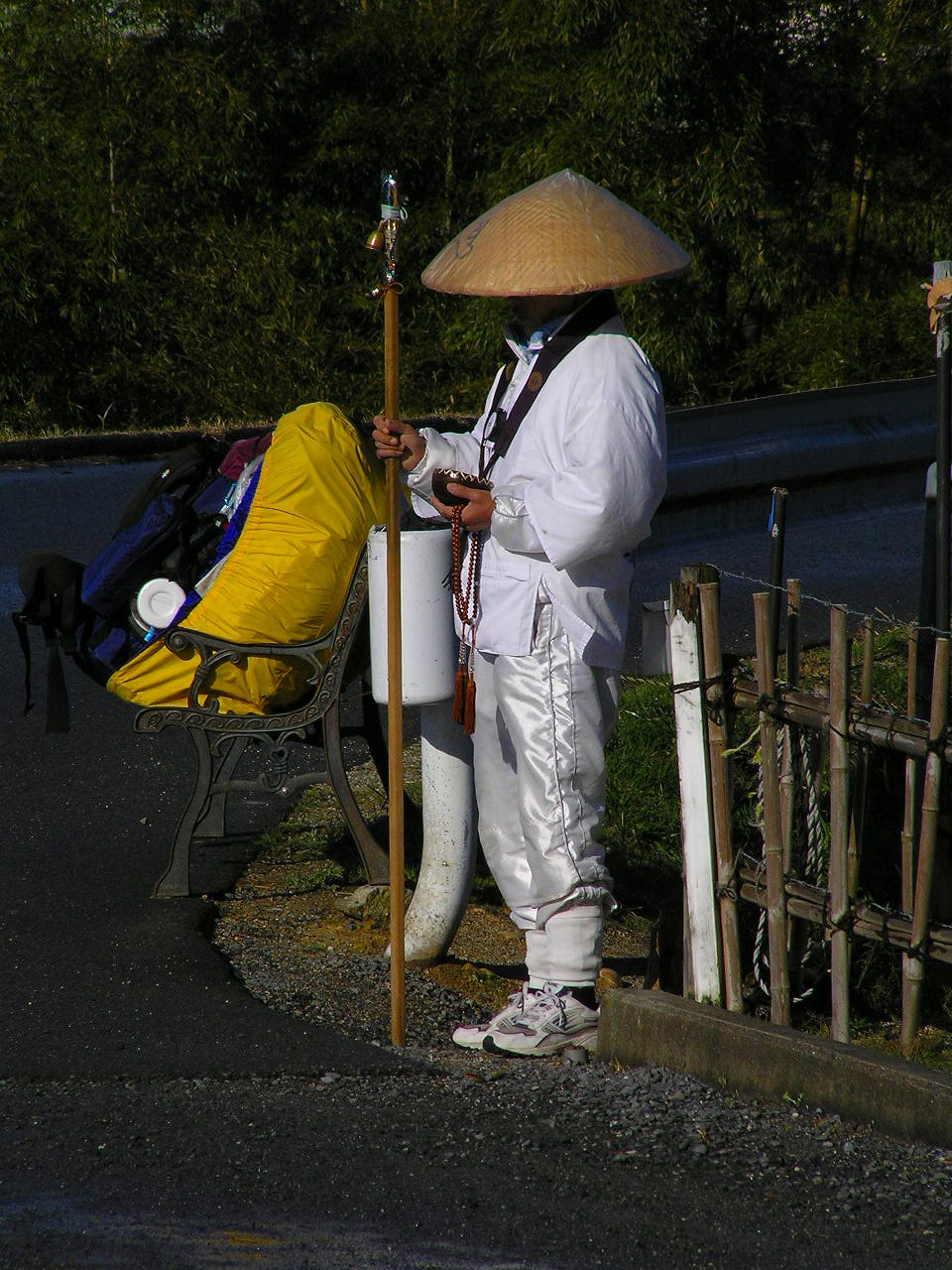
繁多寺前で托鉢する遍路

日本へも托鉢は中国から仏教の伝来と共に伝わった。
奈良時代には行基などによって河川の堤防やため池・井戸などの社会インフラストラクチャーの整備や大仏建立のための勧進という、チャリティとしての意味合いでも托鉢は行われるようになった。
こうした場合の托鉢には資金集めのほかに広報的な意味合いも含まれていたため、自己の周辺地域だけではなく、遠隔地に至るまで行われるようになった。
このような遠隔地に及ぶ托鉢は、やがて平安時代末期の空也などの聖（ひじり）と呼ばれる遊行者による浄土教の布教活動に繋がっていった。
明治時代に入って、西洋にならって物乞いは禁止され、明治4年(1872年)11月9日には托鉢の禁令（教部省第25号達）が出された。明治14年(1881年)8月15日には托鉢は乞食行為と異なるとして除外（内務省布達甲第8号）されたが、僧でない者の僧侶を装っての物乞いを防止するため、管長の免許証の携帯が義務付けられた。この托鉢免許証の携帯義務の規定は1947年の日本国憲法施行で信教の自由と政教分離が定められたため廃された。現在においても幾つかの宗派が、托鉢の時間・手法について規則を定め、宗派の発行する鑑札（托鉢許可証）の所持を義務づけているが、宗派の内規であり、法的な拘束力や強制力は伴わない。
現在の托鉢には、「手繰り帖」という名簿をもとに集団で自派の檀家の家々（近隣に限らない）を訪問する形態（門付け。かどづけ、と読む。）と、個人で寺院の門前や往来の激しい交差点など公道で直立して移動せずに喜捨を乞う形態（辻立ち。つじだち、と読む。）がある。
このように日本の仏教における托鉢が本来の目的から外れるようになったのは、日本を含む東アジアに広まった大乗仏教では上座部仏教とは異なり物品の所有を禁止しておらず、その結果として寺院が寄進された荘園等を運営し、その小作料等で寺院を維持する事が可能となったため、維持を目的とした托鉢を行う必要がなくなったからである。
なお、現代の日本において乞食行為は軽犯罪法で禁止されているが、托鉢は信教の自由に基づく修行の一環であり正当業務行為であるとみなされるため、適法とされる
。しかし、駅などの施設の敷地内での托鉢は不許可あるいは許可が必要な場合があり、そういった場所における無断での托鉢は不退去罪などで検挙される恐れがある。